# Luigi Biagi
Luigi Biagi (Firenze, 8 aprile 1810 – Firenze, 23 settembre 1882) è stato un pittore italiano.

## Biografia
Luigi Biagi nasce l’8 aprile 1810 a Firenze, secondo di sette figli, da Costanza Cinti e Pietro Biagi, impiegato presso le Dogane del Granducato di Toscana. È il ramo degli artisti e dei letterati della famiglia Biagi che si affianca a quello del fratello di Pietro, Leopoldo, che darà invece origine al ramo dei musicisti (Alamanno, Antonio, Alessandro e Lodovico Biagi, quest'ultimo, chirurgo ma con passione per il pianoforte). 
A 13 anni Luigi Biagi si iscrive al corso di Disegno dell’Accademia di Belle Arti di Firenze tenuto da Giuseppe Bezzuoli, corso che frequenterà per quattro anni con risultati alterni. Compagni di studi sono Giovanni Signorini, Ferdinando Rondoni, Demostene Azzati, Odoardo Fantacchiotti. Biagi manterrà con Giuseppe Bezzuoli un legame di profonda amicizia anche dopo la conclusione del suo percorso accademico.
Nel 1828 si iscrive al corso di Pittura ed incontra così Pietro Benvenuti, suo maestro e mentore.
Nel 1830 vince il suo primo premio al concorso dell’Accademia del Nudo in Disegno.
La morte del padre Pietro nel 1835 lascia la numerosa famiglia in gravi difficoltà economiche tanto che Luigi chiede ed ottiene, grazie anche all’appoggio di Benvenuti, un sussidio di 4 scudi mensili che gli verrà ininterrottamente erogato per ben undici anni.  Per gli anni ’43 e ’44, ormai non più iscritto all’Accademia, continuerà infatti a ricevere il medesimo sussidio che gli consentirà di trasferirsi a Venezia per studiare i pittori più famosi di quella città

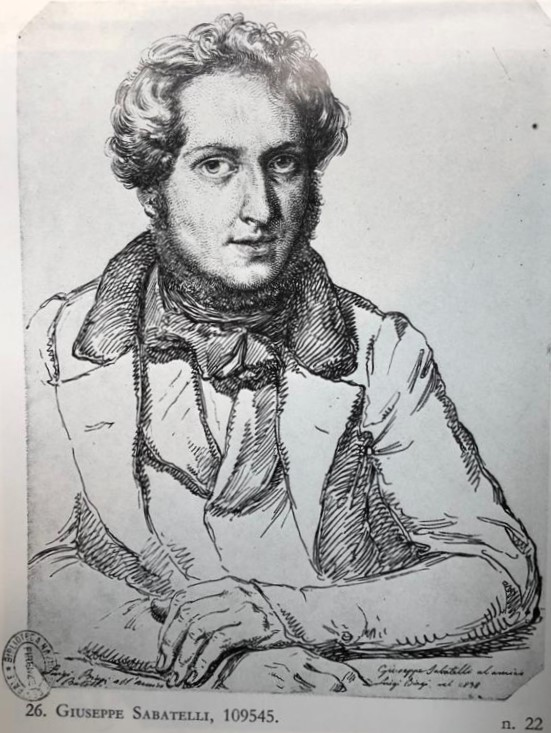
Ritratto di Luigi Biagi ventottenne di G.Sabatelli

Dai commenti dei suoi professori, anno dopo anno, appare come pittore e disegnatore dotato di un talento piuttosto nella media compensato però da una grande volontà e desiderio di apprendere tali da lasciare prospettive di sicuro miglioramento. Parteciperà infatti con risultati interessanti a diversi concorsi e mostre dell’Accademia con una serie di opere prevalentemente di carattere religioso. Da una copia del Caino di Benvenuti (1826) ad un San Giovanni Battista (1833)ad una Maria Vergine Assunta (1833, lodata dal maestro Benvenuti)ad un Gesù che illumina il cieco nato (1838) ad una Pia de Tolomei morta e deposta nella fossa alla presenza del ravveduto consorte (1840) ed infine ad un Ritratto femminile esposto al concorso triennale del 1843.. In una recensione dell'Inzunnia la Pia de Tolomei viene descritta come una rappresentazione dallo sfondo "bellissimo e veramente poetico" in cui spiccano i bei tratti della morta e la figura del 'fossore' .
Il 9 novembre 1850 si sposa, ormai quarantenne, con la bolognese Emilia Costetti di anni 37 nella parrocchia di Santa Felicita in Firenze. Testimoni di nozze sono tale Luigi Fioravanti e Alessandro Biagi (non è chiaro se si tratti del fratello Alessandro oppure del cugino, suo collega di Accademia negli anni ‘30, quell’Alessandro Biagi studente di Pianoforte, futuro valente musicista e docente all’Istituto Musicale di Firenze). I coniugi prendono possesso dell’abitazione di Canto de’ Nelli a San Lorenzo che oltre a costituire la loro residenza, diverrà presto anche sede del Privato Istituto per Signorine diretto dalla stessa moglie di Biagi. Emilia Costetti, infatti, oltre ad essere Direttrice di questo Istituto è maestra elementare, scrittrice e giornalista. Assumerà anche il ruolo di Ispettrice delle Scuole Elementari di Firenze e in tale ruolo pubblicherà nel 1876 il suo Nuovo Sillabario, libro che resterà in uso nella scuola primaria fiorentina fino alla fine del secolo. All’età di 45 anni lui e 42 lei, precisamente il 29 gennaio 1855 la coppia ha un figlio, Guido, futuro deus ex machina della biblioteconomia nazionale ed internazionale grazie ad una strepitosa carriera che inizia nei primi anni ’80 presso le Biblioteche Nazionali di Roma e di Firenze e prosegue per quasi quarant’anni con la Direzione della Marucelliana, della Riccardiana e della Mediceo Laurenziana.  Luigi non farà in tempo a conoscere il nipote, anche lui Luigi, futuro storico dell’arte e Direttore dell’Accademia nella quale il nonno aveva studiato così a lungo, nato nel 1891 dal matrimonio del figlio Guido con Amelia Piroli, cognata dell’editore Sansoni.
Morirà infatti nel 1882 nella sua Firenze.
Luigi Biagi coltiva diverse amicizie importanti nella Firenze dell’Ottocento a partire dal già menzionato Giuseppe Bezzuoli, ai poeti Giuseppe Giusti e Giosuè Carducci, a Giuseppe Sabatelli che fece di lui un ritratto, oggi conservato nel gabinetto disegni e stampe degli Uffizi, a Telemaco Signorini, figlio del suo collega d’Accademia, Giovanni, che incontra negli anni ’50 frequentando gli ambienti letterari fiorentini insieme allo stesso Giusti ed al Carducci. Il legame con Giusti trova traccia in alcune lettere che il poeta scrisse al Biagi  oltre che nella testimonianza del figlio Guido sulla frequentazione dell'atelier del padre da parte del Giusti stesso.
I suoi lunghi trascorsi in Accademia fanno nascere in Biagi il desiderio di trasmettere alle nuove generazioni il patrimonio di conoscenza acquisito, tanto che tenterà a più riprese di intraprendere, in parallelo a quella di pittore, la carriera dell’insegnamento. Nel 1844 si candida, peraltro senza successo, al ruolo di docente di Disegno all’Accademia per sostituire Bezzuoli, che nel frattempo era passato da Disegno a Pittura e ci riprova, con ugual esito negativo, nel 1850 per sostituire alla sua morte Filippo Calendi. Riuscirà nel suo intento parecchi anni dopo, precisamente nel 1872 quando verrà nominato Professore di Disegno nelle Scuole Tecniche, Normali e Magistrali del Regno ed in particolare in due Istituti fiorentini, il Le Monnier e l’Istituto dei Padri di famiglia.
Autore di opere soprattutto di argomento storico e religioso, effettua come abitudine accademica di quel periodo pregevoli copie di artisti rinascimentali (Raffaello è il suo preferito). Riesce ad esprimersi in modo interessante anche come ritrattista. Risale ai primi anni '70, fra gli altri, il ritratto di Hans Von Bulow  direttore d'orchestra e musicista tedesco, alla cui scuola di pianoforte si perfezionò la nipote Ida Biagi, che diventerà a sua volta insegnante di piano, nota nella Firenze di fine '800.
Al di là delle esposizioni in Accademia Biagi partecipa a diverse mostre (tra le principali nel 1841 a Trieste, nel 1859 alla mostra fiorentina per la raccolta fondi a sostegno della guerra d’indipendenza).
Nel 1860 collabora con i restauratori delle Gallerie nella attività di inventario delle opere conservate a Villa di Poggio Imperiale e a Palazzo della Crocetta e nel 1861 si candida al restauro del quadro di Benvenuti Ettore rimprovera Paride. Dipinge per la Chiesa di Luserna (vicino a Pinerolo) una Madonna assunta in gloria e quattro tele per il sindaco di Arezzo Occhini
- La Maddalena penitente
- San Giovanni che predica
- Madonna dei dolori
- San Pietro in lacrime

Il suo dipinto forse più importante è un ritratto della Regina Margherita di Savoia, commissionatogli dalla Casa reale nel 1879. Sua Maestà la Regina lo volle per omaggiarne il costituendo Collegio femminile delle figlie dei Militari di Torino, insediatosi per alcuni anni presso la sede di Villa della Regina (dove il quadro è tuttora esposto).

## Opere
- Ritratto del gentiluomo Ferdinando Salvi, 1844 - Museo degli Innocenti di Firenze[31]
- Copia della Madonna del Cardellino di Raffaello – Collezione privata
- Autoritratto – Collezione privata
- Ritratto di Hans Von Bulow – Collezione privata
- L’arcangelo Gabriele – Collezione privata
- Copia della Madonna della Seggiola di Raffaello – Blairs Museum (Aberdeen)[32]
- Disegno del gruppo di Giove e Antiope di Francesco Pozzi per l’incisione pubblicata sull’Ape italiana delle Belle Arti Vol IV nel 1836
- Ritratto di Margherita di Savoia, 1879 - Villa della Regina a Torino

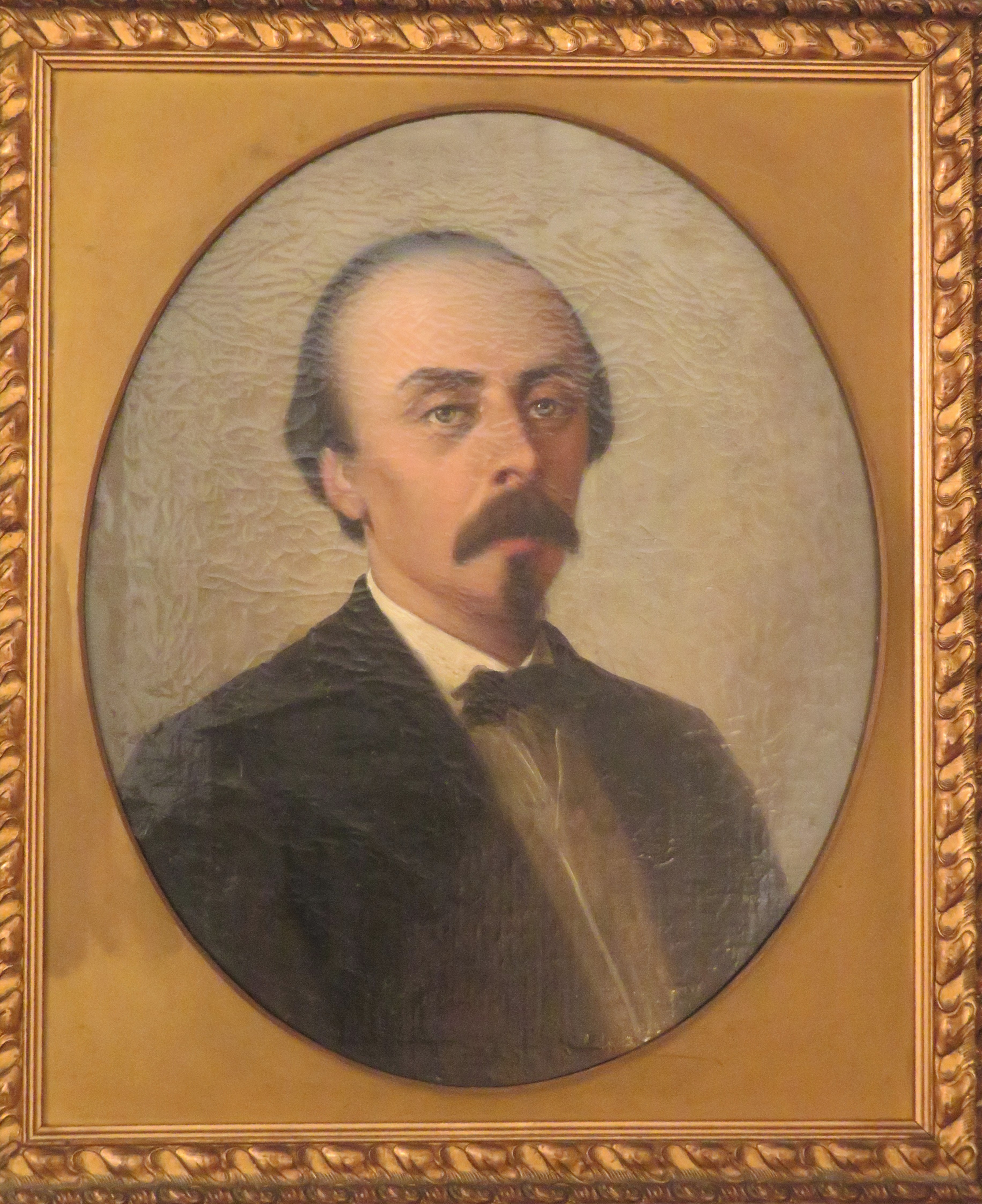
Ritratto di Hans Von Bulow (Collezione privata)
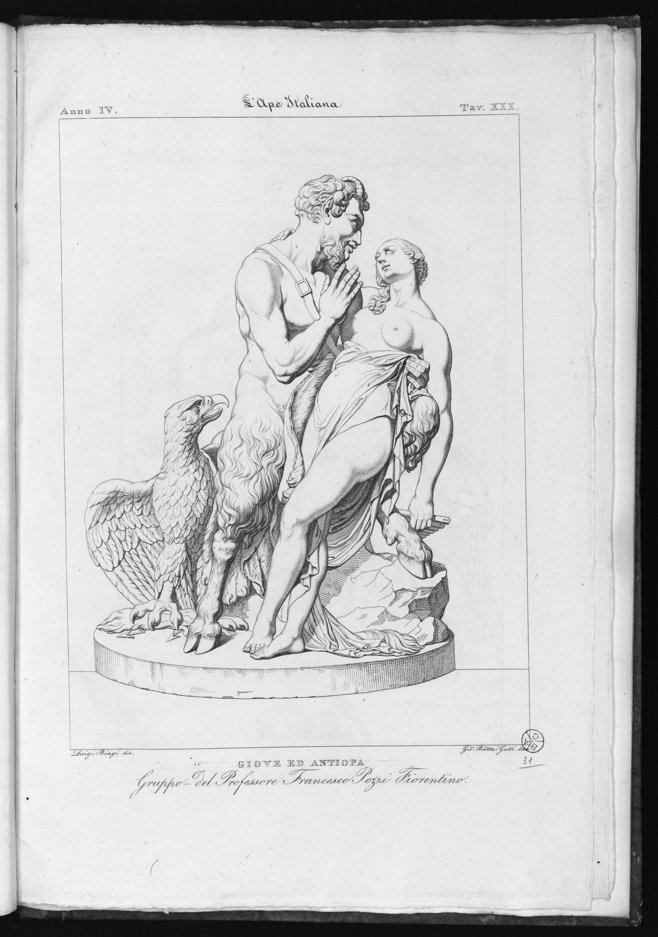
Incisione di Giove e Antiope (APE delle Belle Arti)
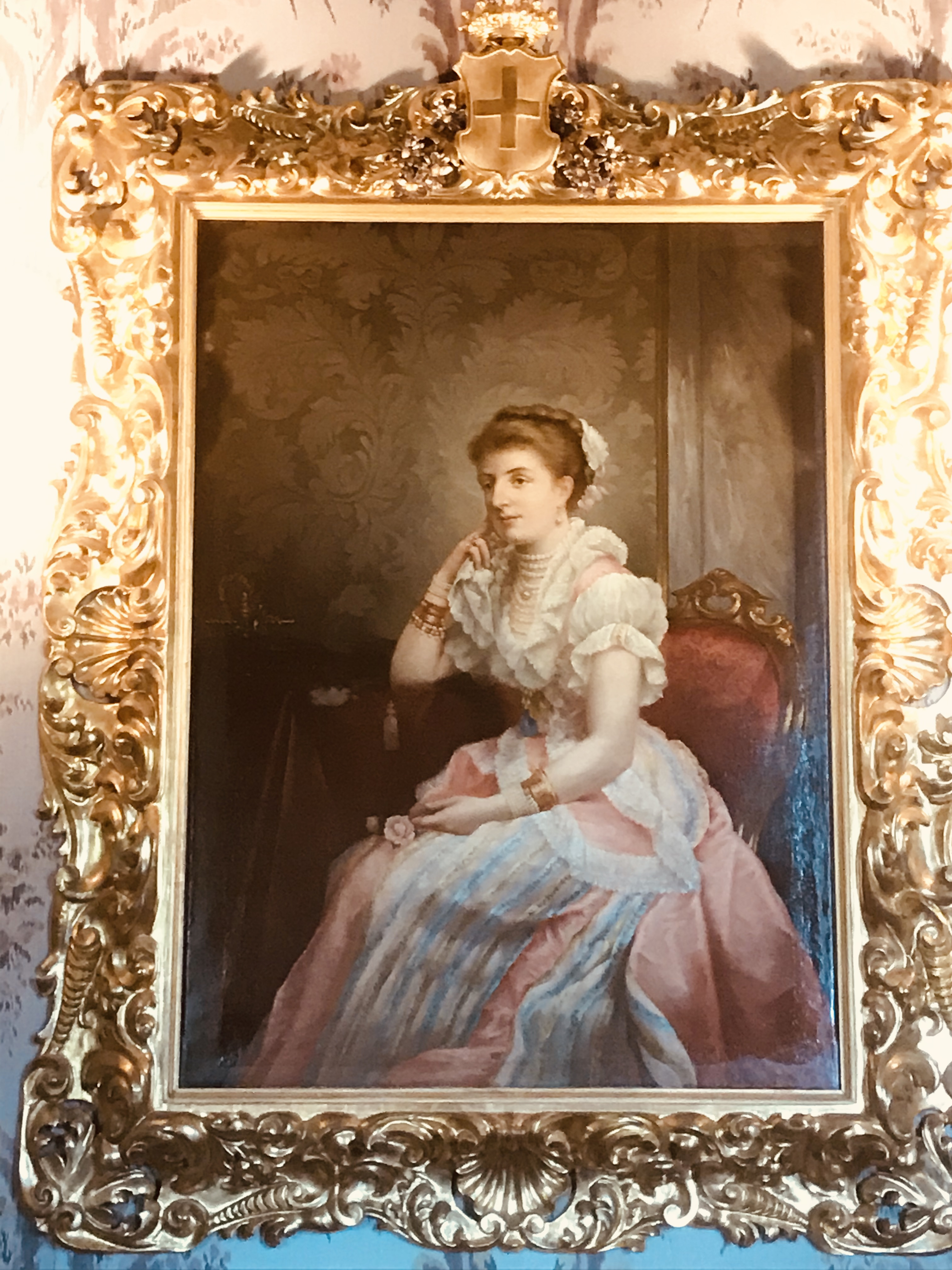
Margherita di Savoia (Villa della Regina)
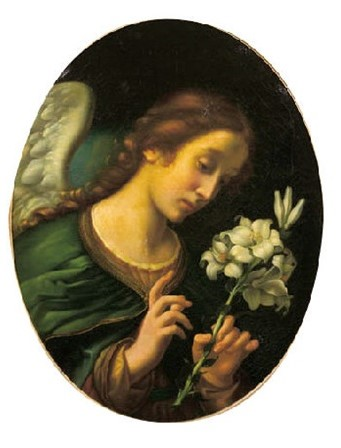
L'Arcangelo Gabriele
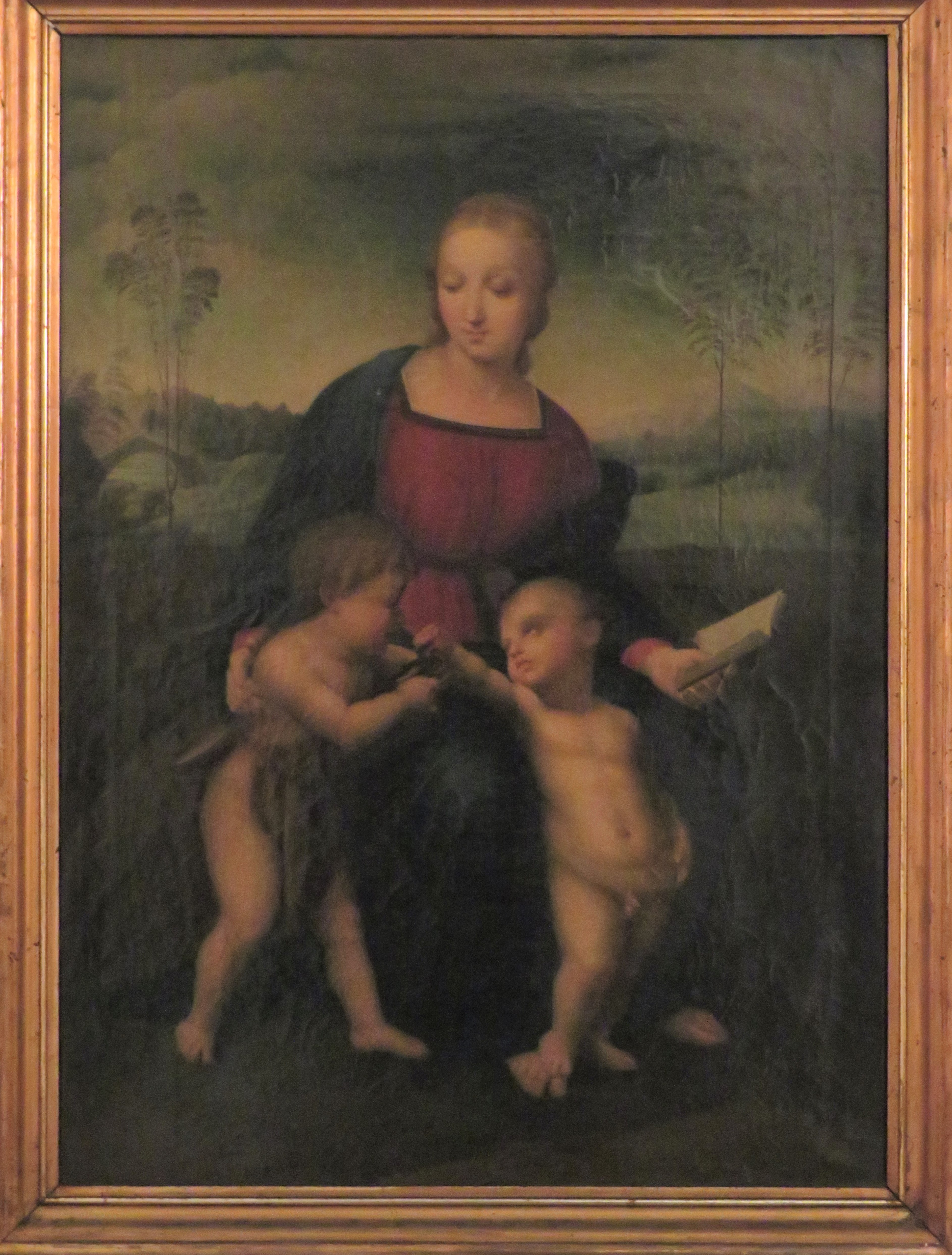
Copia Madonna del Cardellino di Raffaello (Collezione privata)
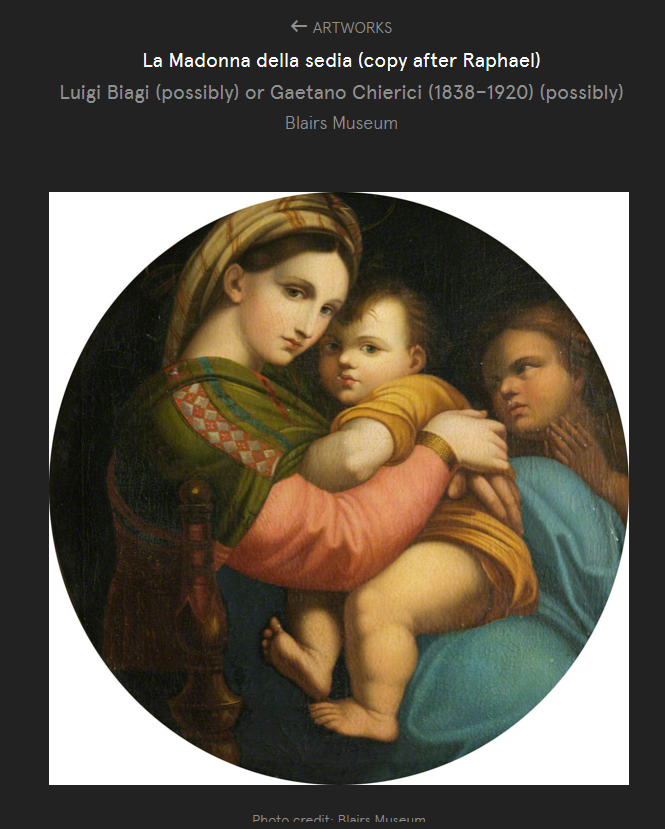
Copia della Madonna della Sedia (attribuzione Luigi Biagi o Gaetano Chierici)
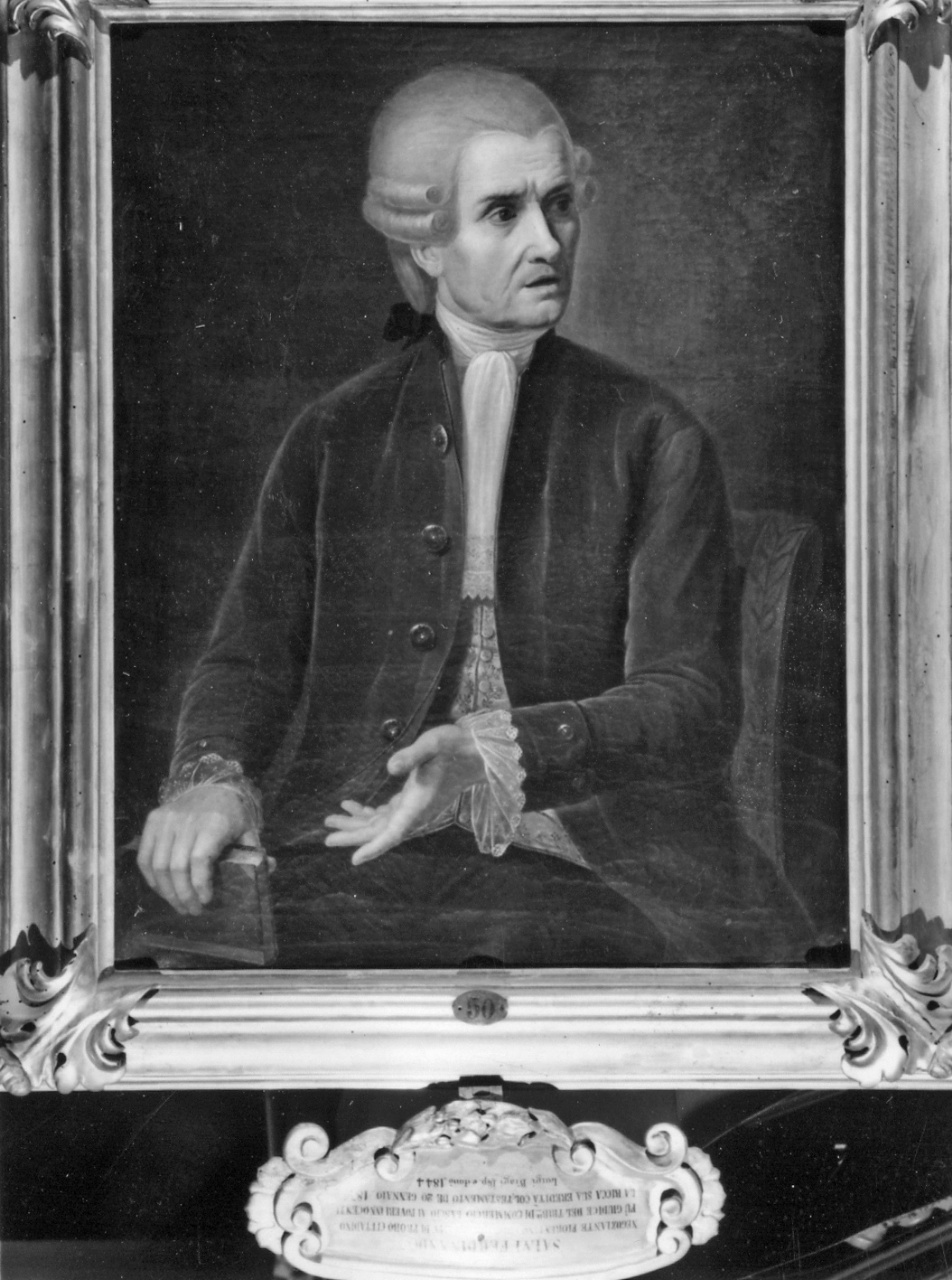
Ritratto di Ferdinando Salvi (Museo degli Innocenti Firenze)